# Pilatus Aircraft
Pilatus Aircraft is een Zwitserse producent van kleine vliegtuigen opgericht in 1939. Anno 2022 telt het bedrijf ruim 2600 werknemers en is het vooral bekend voor haar kleine propellervliegtuigen. Het bedrijf is geheel in handen van een Zwitserse investeringsmaatschappij.

## Geschiedenis
Het bedrijf werd in 1939 opgericht door de Zürichse industrieel Emil Georg Bührle, directeur en eigenaar van wapenfabriek Oerlikon, de Oostenrijkse wapenhandelaar Antoine Gazda en de Elektrobank. Met het bedrijf wilden ze de prille Zwitserse luchtmacht moderniseren door middel van hun eigen vliegtuigproductie. Ze besloten in Stans te vestigen, mede omdat hier het militaire vliegveld Buochs in 1938 was geopend.
In december 1939 werd een kleine onderhoudsafdeling en in maart 1940 begon de bouw van de eerste fabriek. Het eerste product was de SB-2 Pelican, waarvan slechts één exemplaar werd gebouwd. Vanaf 1942 was Bührle de enige aandeelhouder. Vervolgens werden de P-2- en P-3-lesvliegtuigen ontworpen en in 1945 geleverd aan de Zwitserse luchtmacht. De P-3 werd ook aan het toenmalige Swissair verkocht en was het onderwerp van Pilatus' eerste buitenlandse bestelling toen de Braziliaanse marine er zes bestelde. Van de P-4, een transportvliegtuigje, werd ook slechts één stuk gebouwd. De P-5 moest een verkenningsvliegtuigje worden, maar raakte nooit van de tekentafel.
In 1958 begon het bedrijf te werken aan een civiel transportvliegtuig dat haar internationale doorbraak zou betekenen: de PC-6 Porter. De PC-6 kon op een zeer korte landingsbaan van elke ondergrond opstijgen en landen. Het toestel werd ook in licentie gemaakt door Fairchild Hiller en deed dienst bij de Amerikaanse luchtmacht. In de jaren 1960 werd er nog de tweemotorige Twin Porter van afgeleid, maar zonder succes.
In 1972 kocht Pilatus de rechten op het B-4-zweefvliegtuig van Firma Rheintalwerke G. Basten en bouwde er onder de naam PC-11 enkele honderden. In 1979 werd het Britse Britten-Norman overgenomen.
Intussen werd de PC-3 doorontwikkeld met een turbopropmotor tot de PC-7 en later PC-9. Deze toestellen konden ook met wapens worden uitgerust en in 1978 onthulden journalisten dat PC-7-vliegtuigen in verschillende oorlogen en conflicten waren gebruikt hetgeen leidde tot de Pilatus-affaire. In de decennia die erop volgden kreeg het bedrijf herhaaldelijk kritiek vanwege de export van vliegtuigen die voor civiele en militaire doeleinden gebruikt konden worden, maar de Zwitserse autoriteiten grepen niet in.
In 1987 begon de ontwikkeling van wat anno 2013 Pilatus' grootste succes is: de PC-12. De PC-12 is een klein transport- of passagiersvliegtuig dat vooral als privévliegtuig en regionaal lijnvliegtuig wordt ingezet. De PC-12 is ook in militaire dienst bij onder meer de Amerikaanse luchtmacht. In mei 2023 werd het 2000e exemplaar van dit type afgeleverd.
In 1997 werd TSA Transairco uit Genève overgenomen. In 1998 werd de Australische divisie Pilatus Australia Pty. Ltd. opgericht, terwijl Britten-Norman werd afgestoten. Als onderdeel van de herstructurering van de Oerlikon-Bührle Holding in 2000 trok de familie Bührle zich terug uit het bedrijf. Verder begon met de PC-21 de ontwikkeling van een geheel nieuw lesvliegtuigje. Vanaf 2009 werd ook de PC-24 ontwikkeld; een privéjet met twee turbofans. Dit toestel is in 2017 in productie gegaan.
Het Federale ministerie van Buitenlandse Zaken verbood in 2019 Pilatus om zaken te doen Saoedi-Arabië en de Verenigde Arabische Emiraten (VAE) die betrokken zijn bij de oorlog in Jemen. Pilatus had PC-21-lesvliegtuigen geleverd, 55 aan Saoedi-Arabië en 25 aan de VAE, en verzorgt onderhouds- en reparatiewerkzaamheden. Dit verbod werd in 2021 door de rechter opgeheven.
In januari 2024 werd bekend dat Pilatus het bedrijfsonderdeel RUAG Aerostructures Switzerland gaat overnemen. RUAG maakt rompdelen voor diverse commerciële vliegtuigen en vleugeldelen voor militaire toestellen. Er gaan ongeveer 230 mensen over van RUAG naar Pilatus. 

## Divisies
- Pilatus Aircraft Ltd. te Stans (Zwitserland). Hier bevindt zich het hoofdkantoor en de belangrijkste fabriek.
- Pilatus Business Aircraft Ltd. te Broomfield (Colorado).
- Pilatus Australia Pty. Ltd. te Adelaide (Australië).
- Altenrhein Aviation Ltd. te Altenrhein (Zwitserland).

## Modellen
In 2022 verkocht Pilatus in totaal 133 vliegtuigen van het type PC-6, PC-12, PC-21 en PC-24. Het meest verkochte type was de PC-12 met 80 exemplaren.
- SB-2 (1944)
- SB-5 (1945) project
- P-1 (1941) project
- P-2 (1942)
- P-3 (1953)
- P-4 (1948)
- P-5 project
- PC-6 (1959)
- PC-7 (1966)
- PC-8D (1967)
- PC-9 (1984)
- PC-10 (1970) project
- PC-11 (1972)
- PC-12 (1991)
- PC-21 (2001)
- PC-24 (2014)

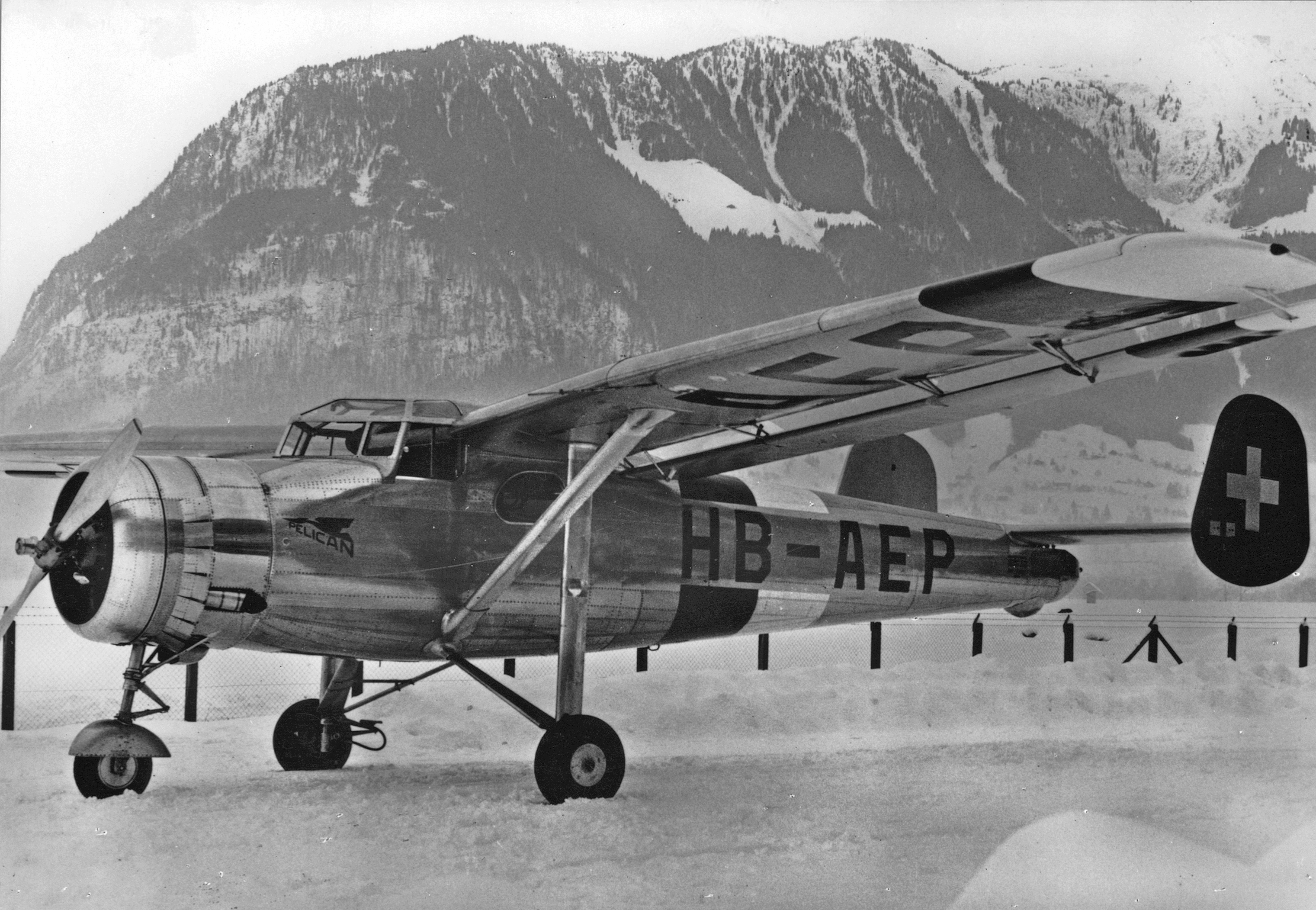
Pilatus SB-2 Pelican
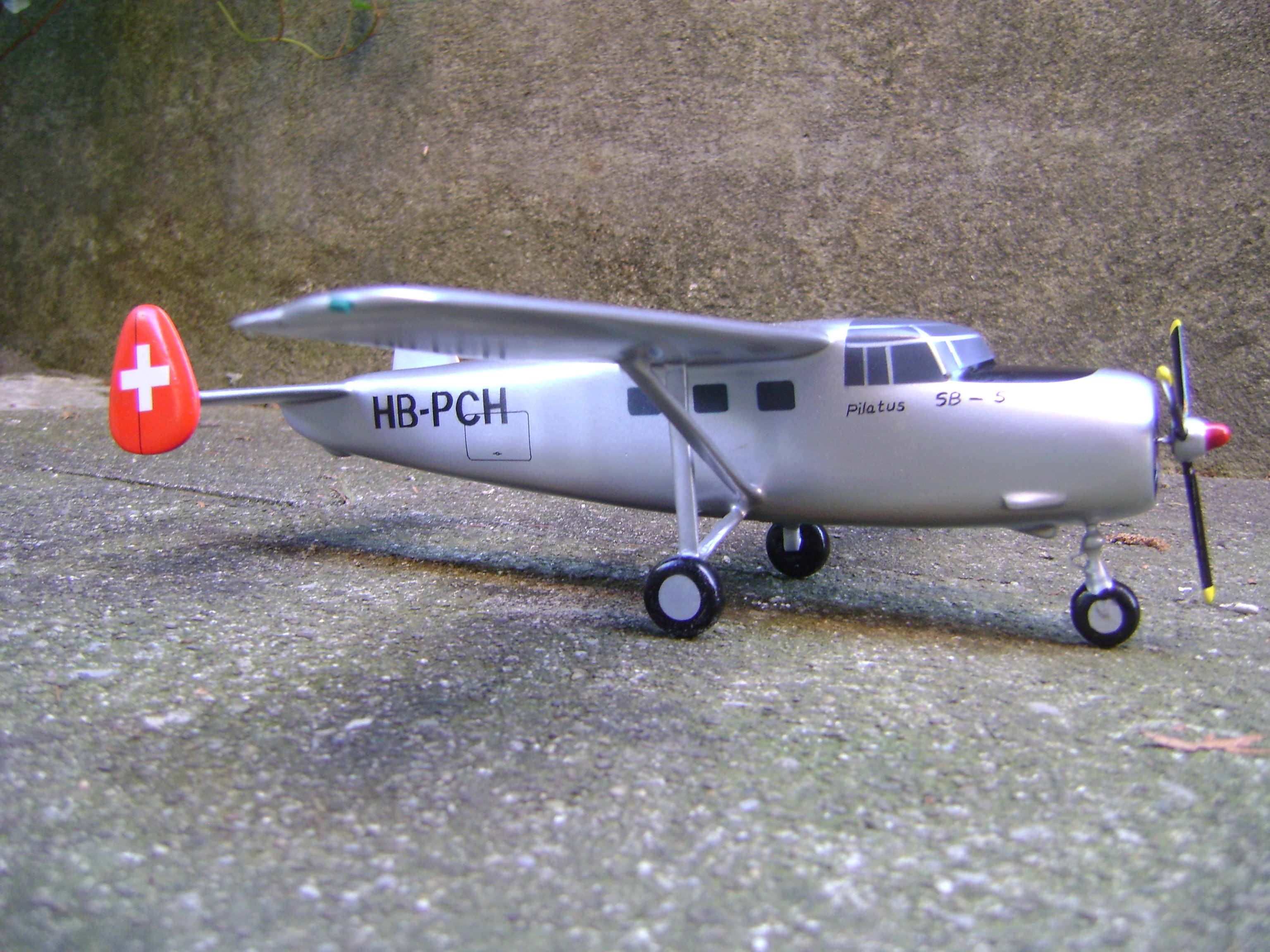
Pilatus SB-5
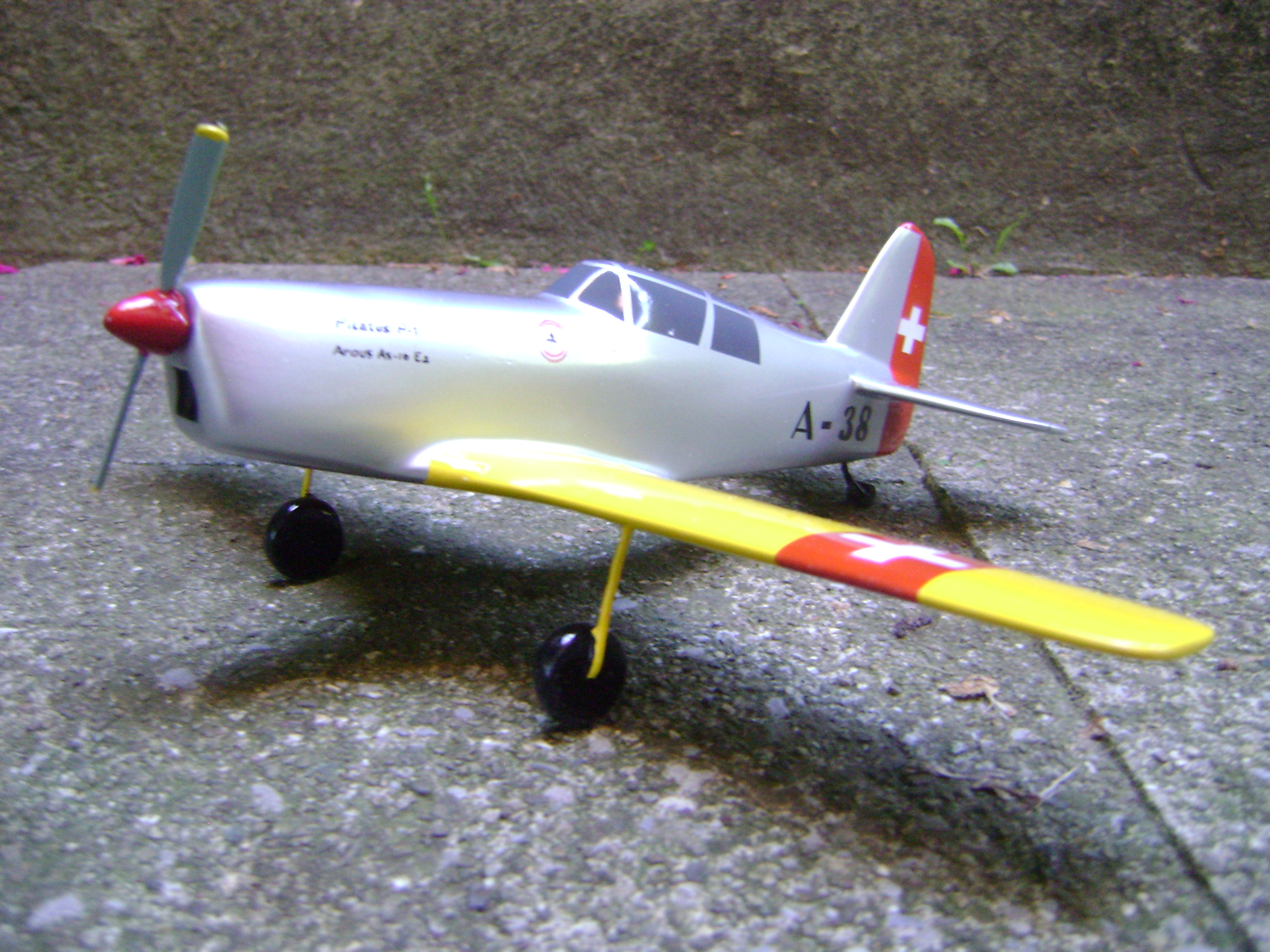
Pilatus P-1
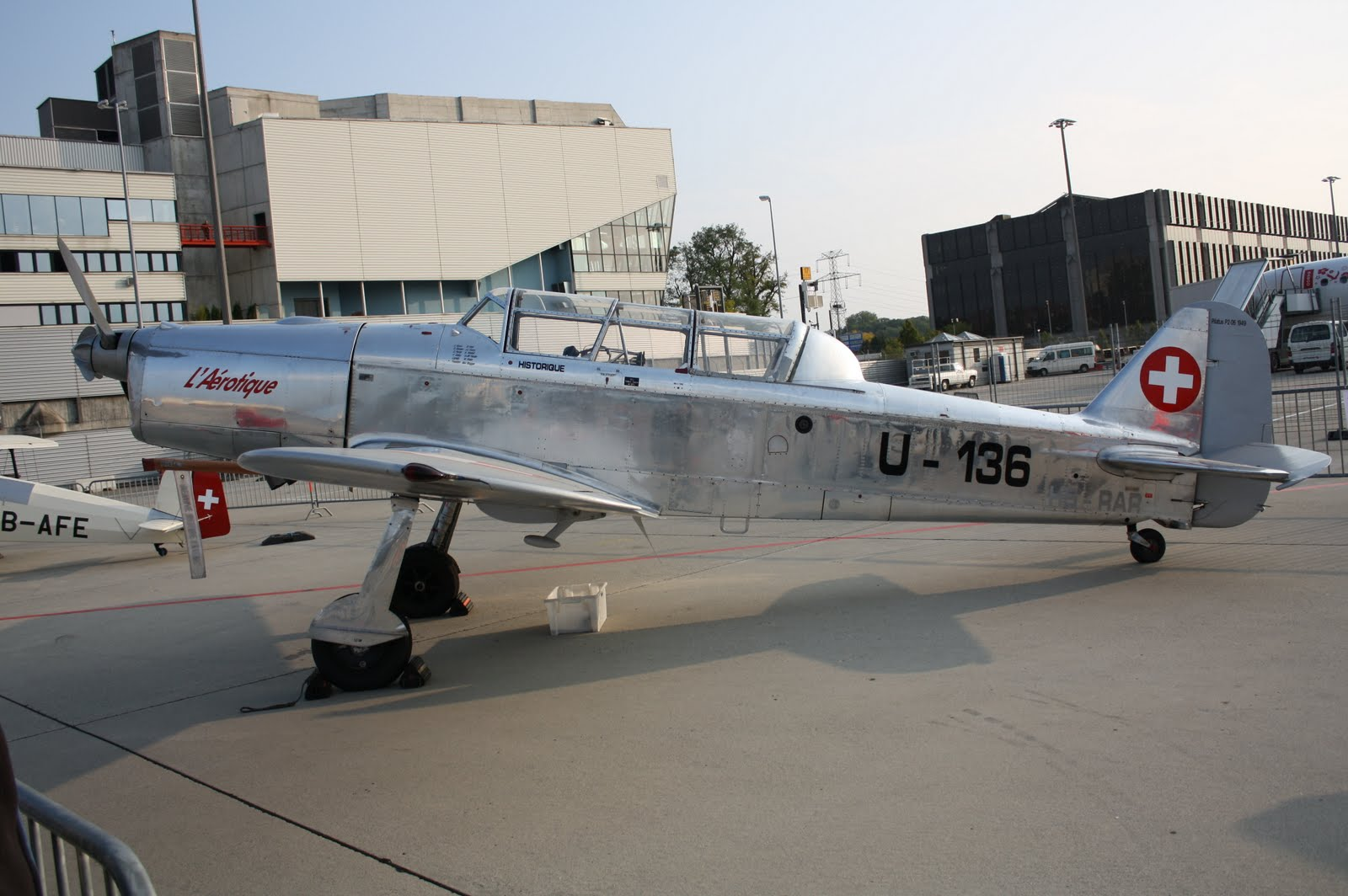
Pilatus P-2
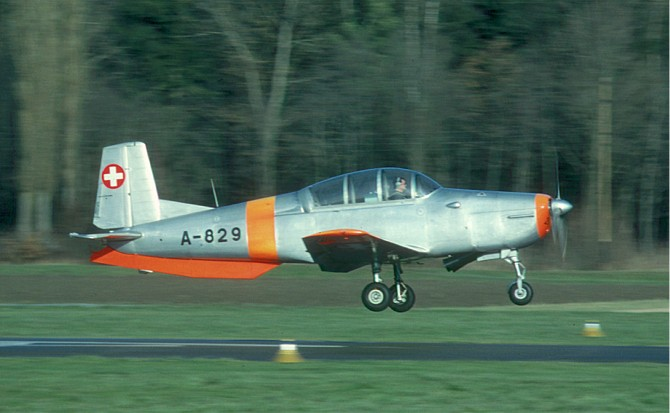
Pilatus P-3
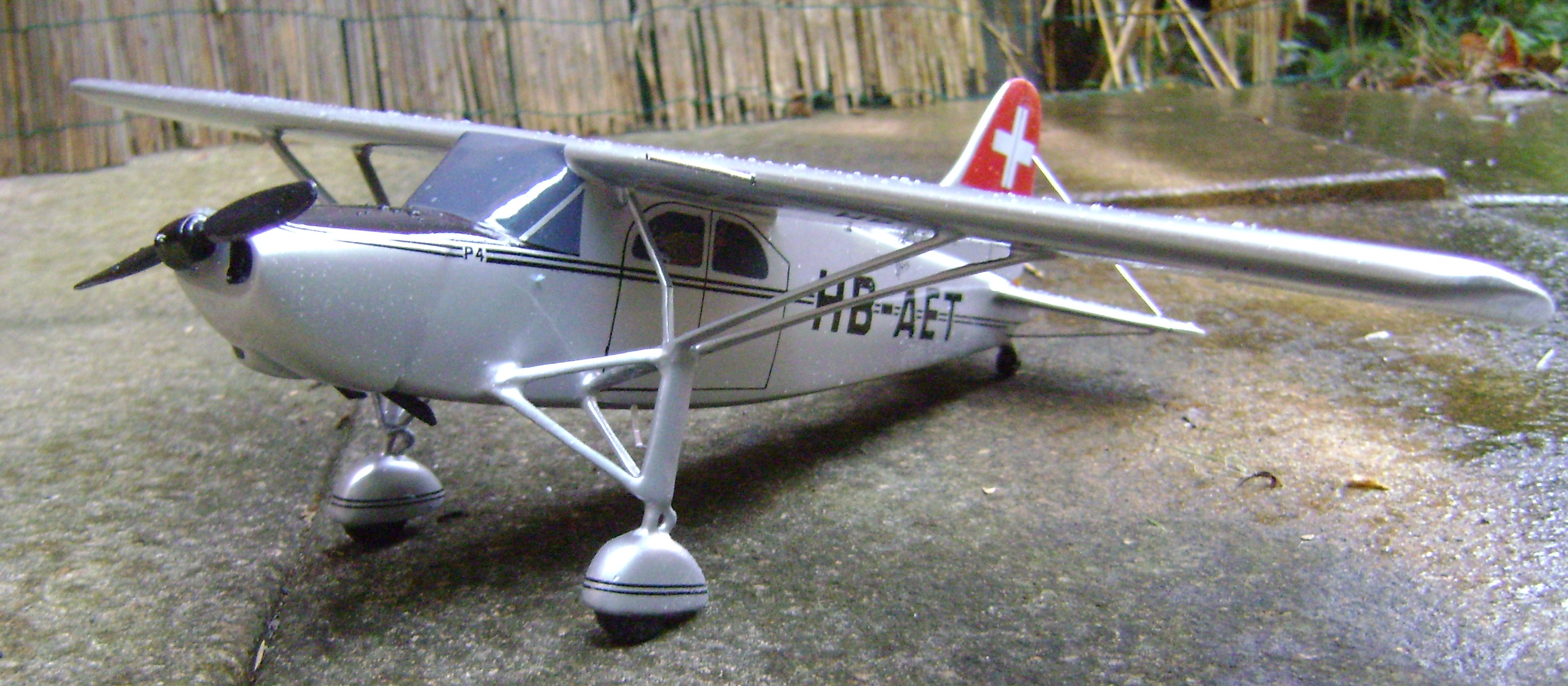
Pilatus P-4
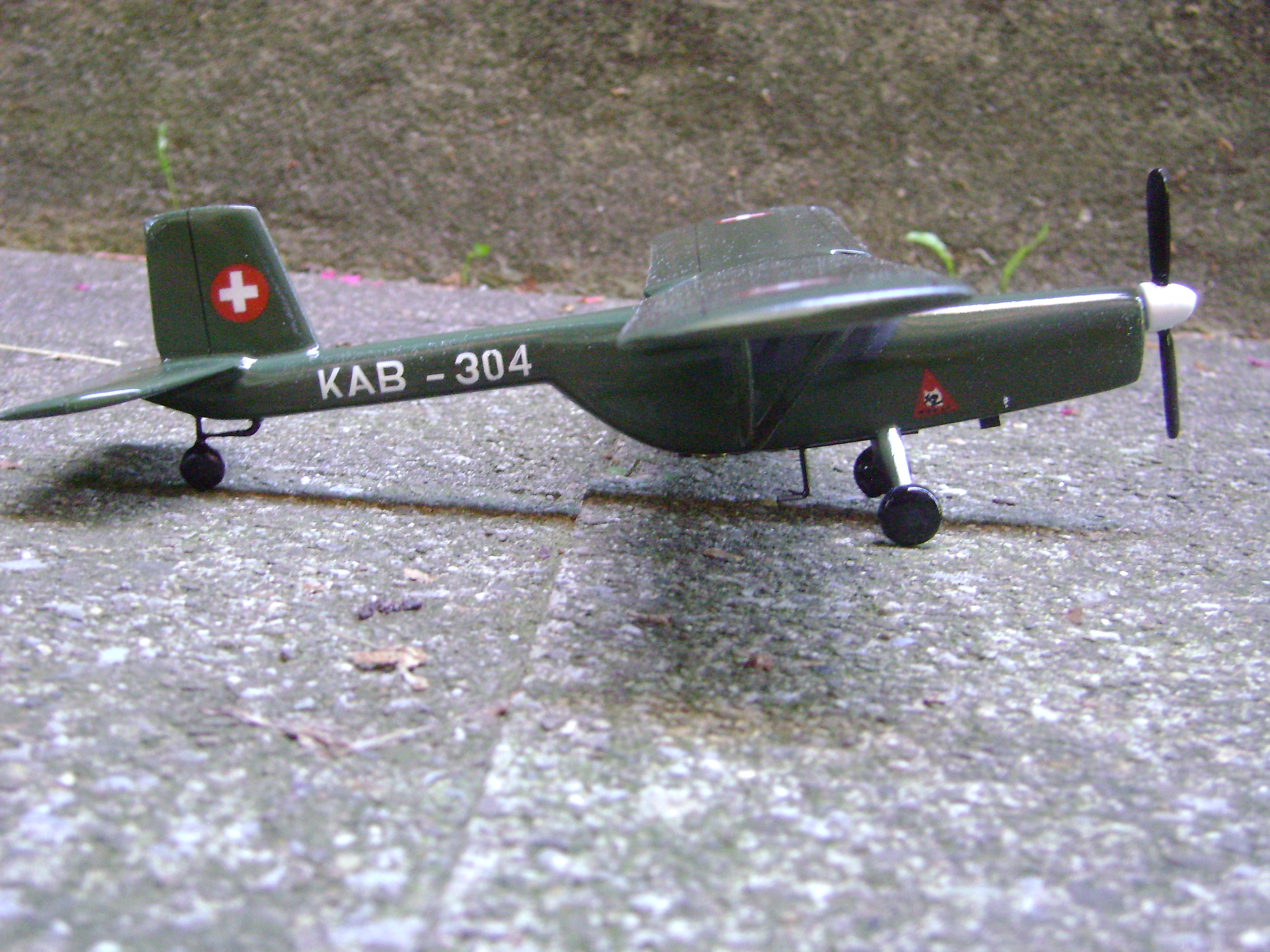
Pilatus P-5
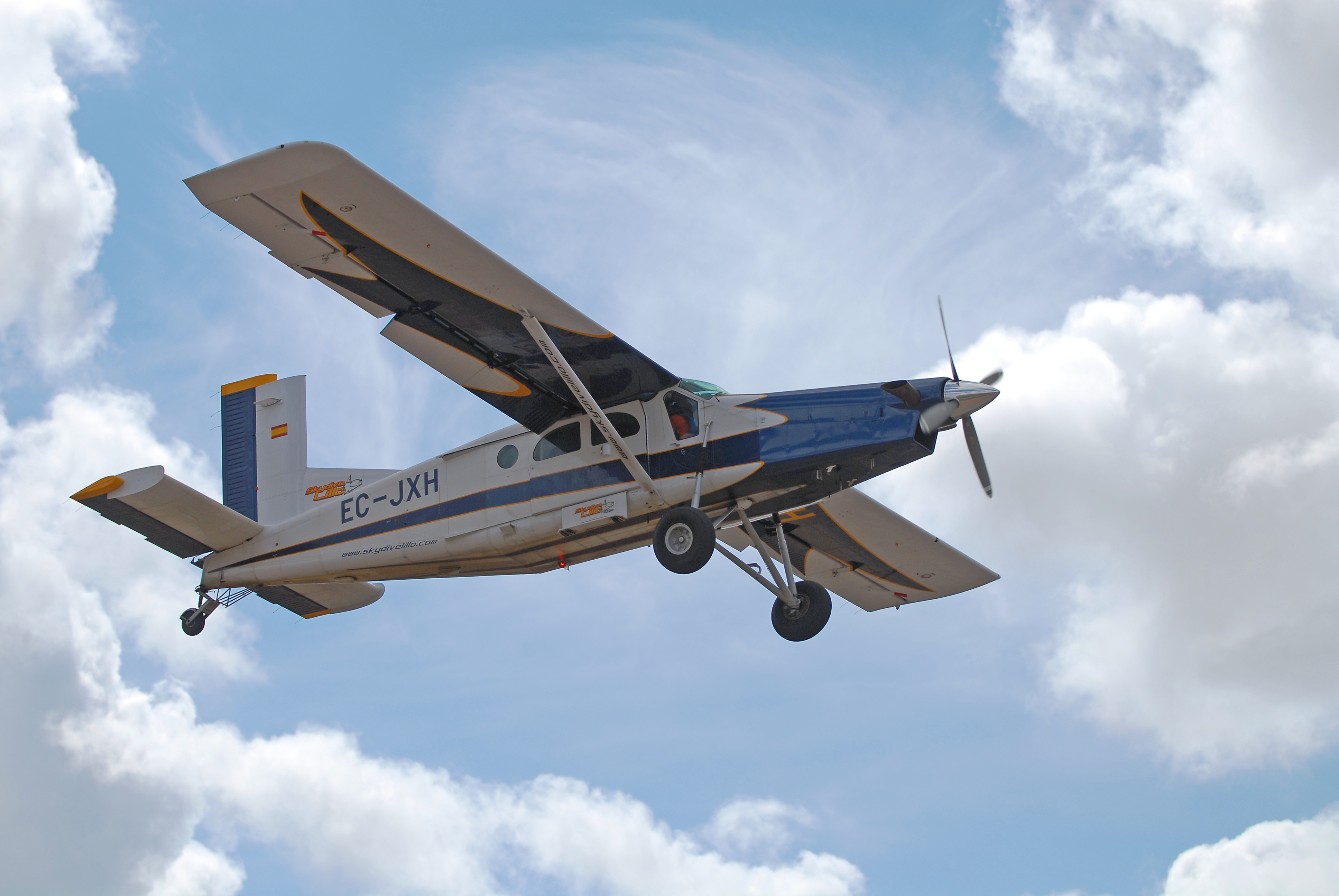
Pilatus PC-6
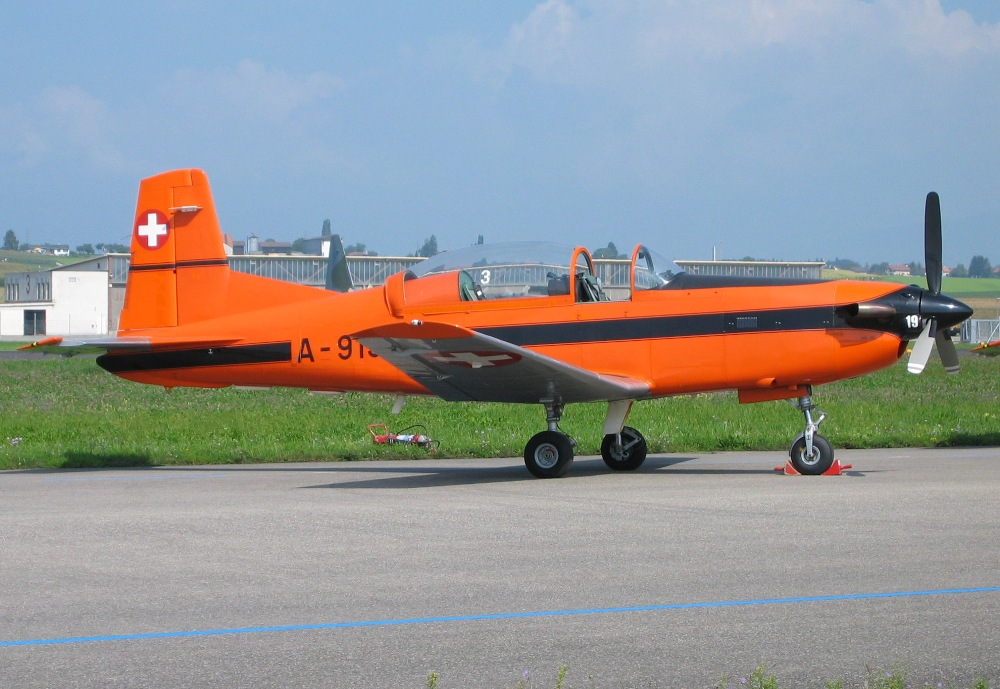
Pilatus PC-7
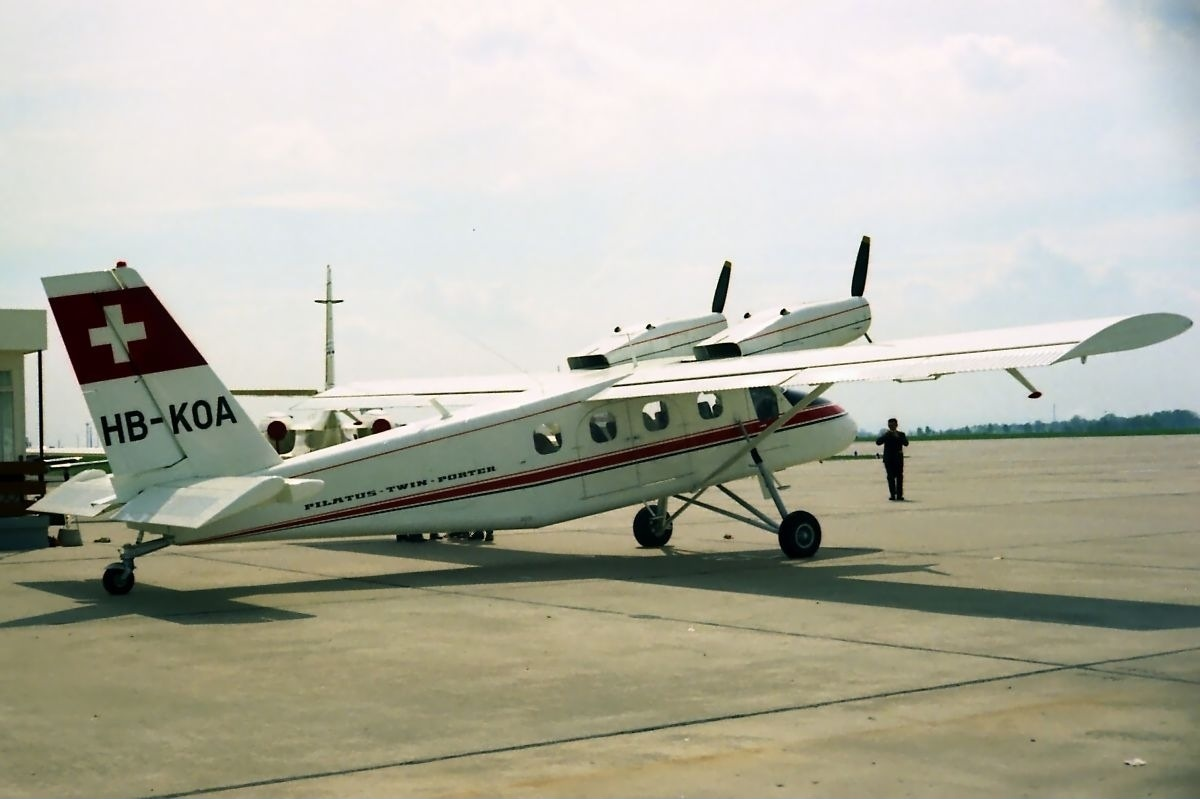
Pilatus PC-8D
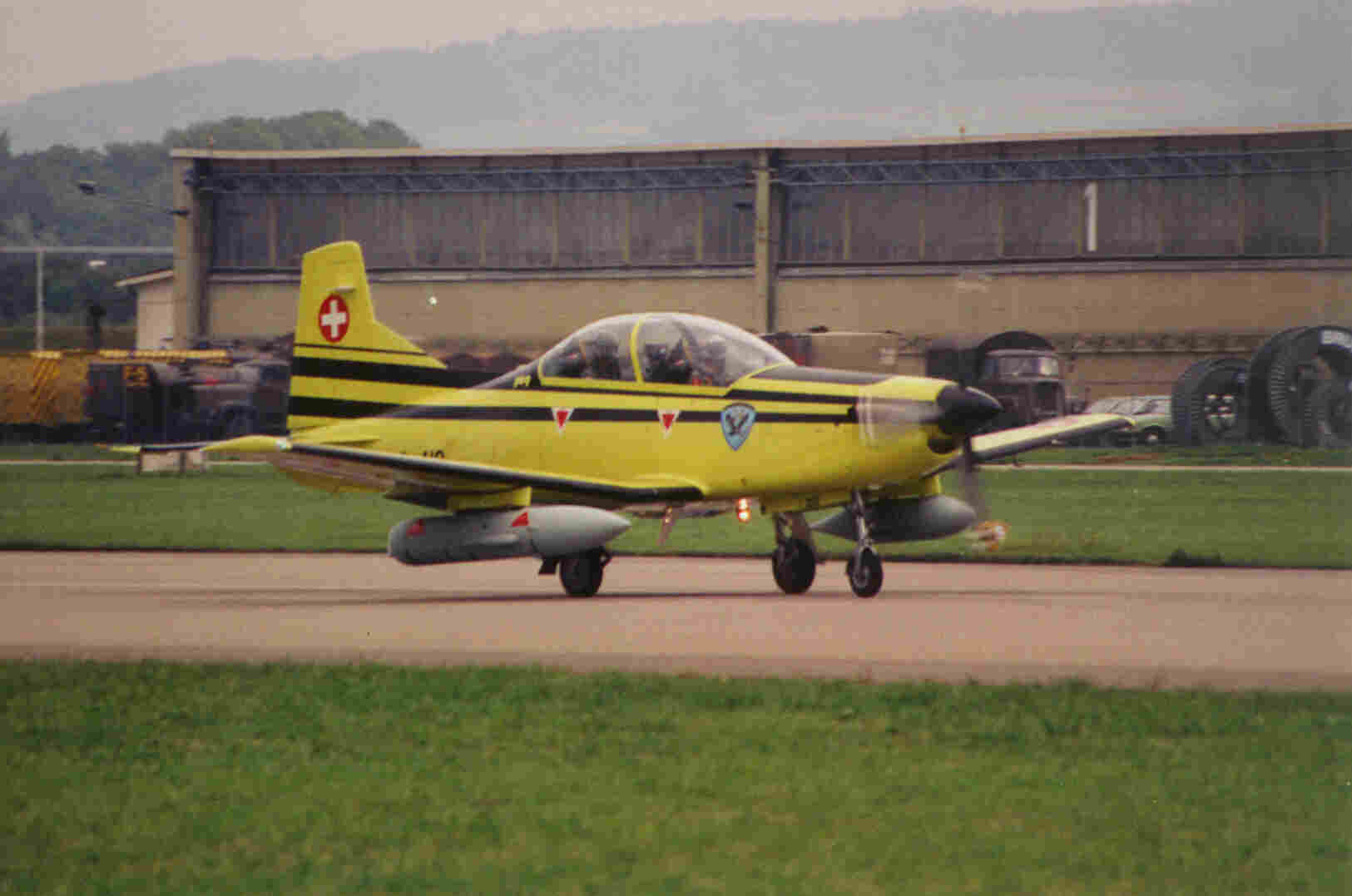
Pilatus PC-9
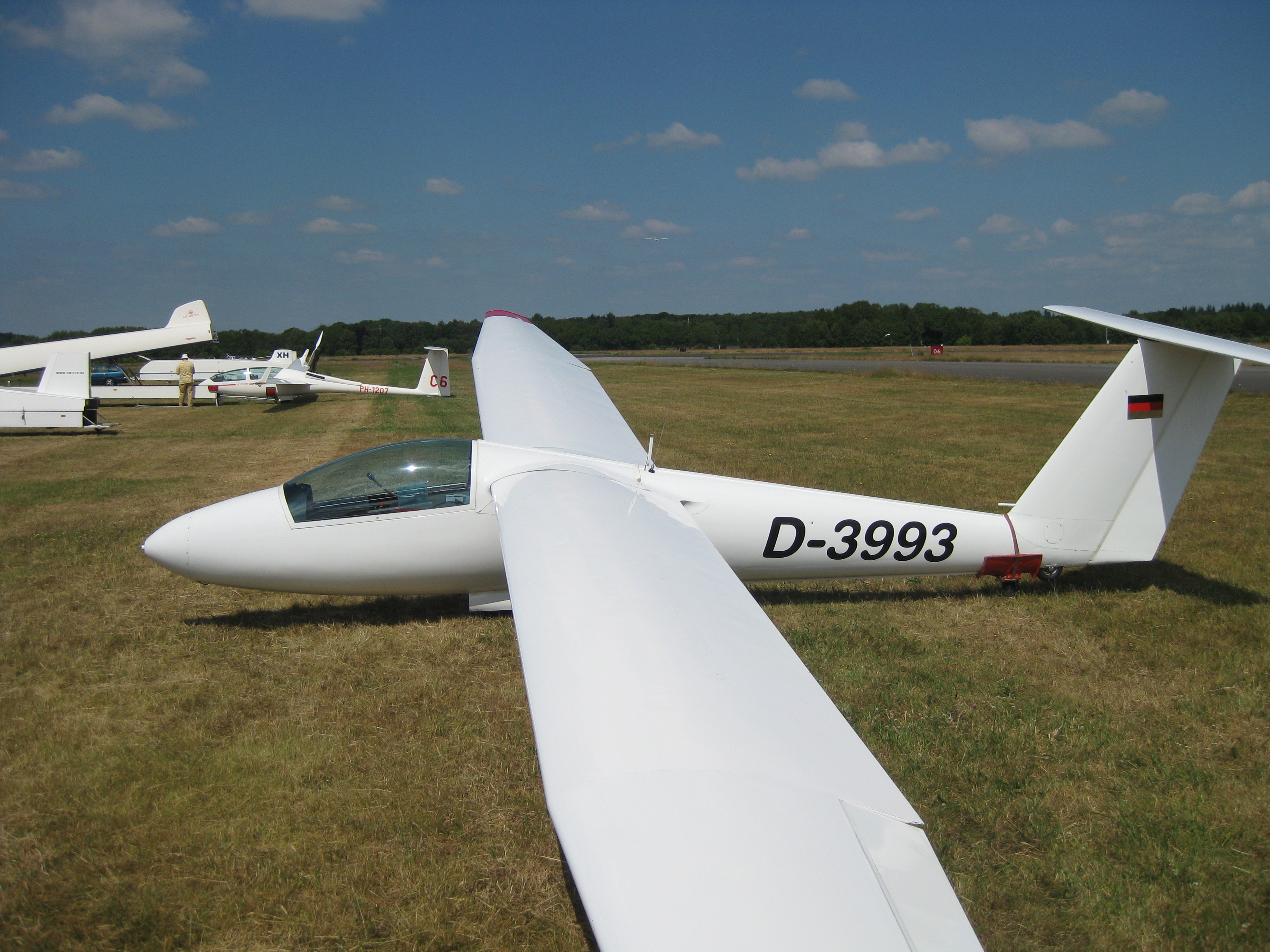
Pilatus PC-11 /B4
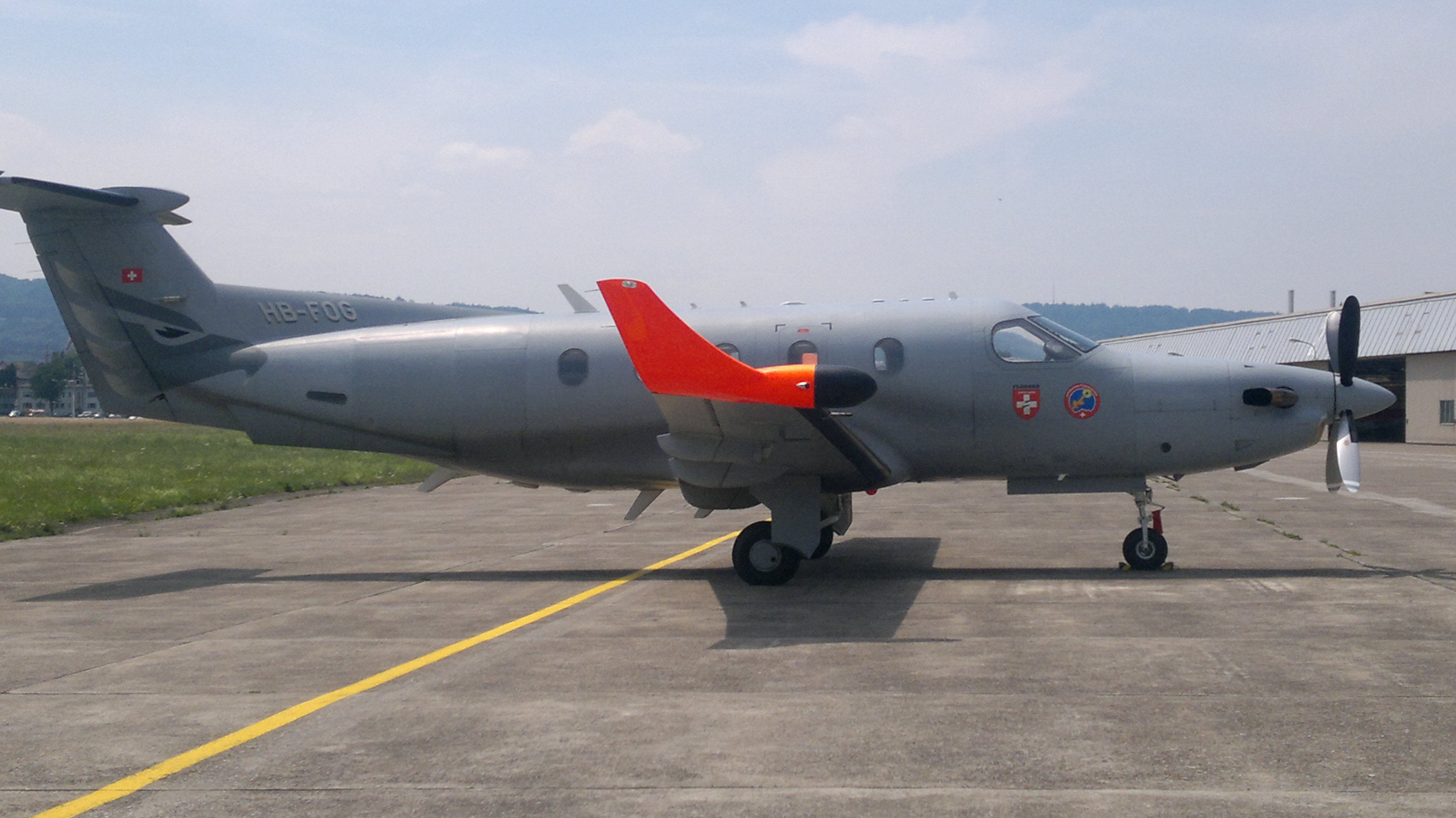
Pilatus PC-12
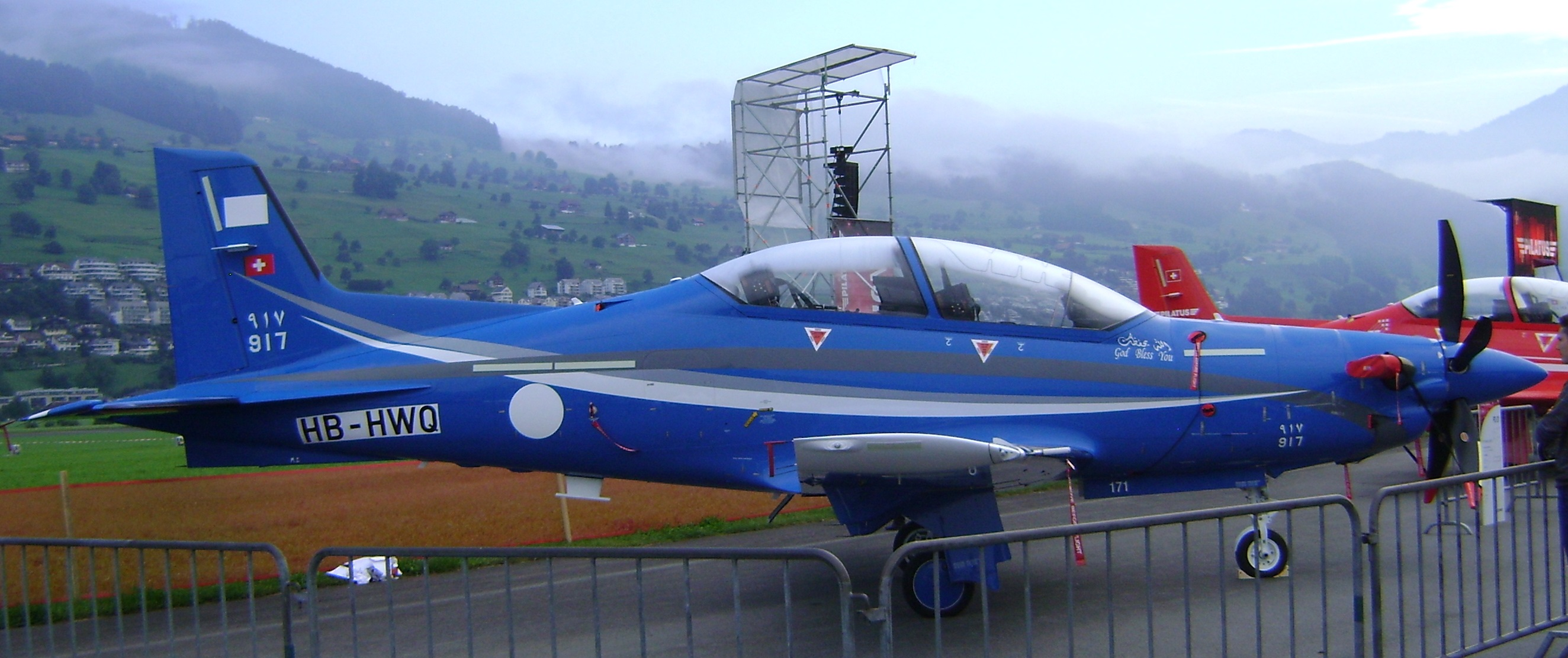
Pilatus PC-21
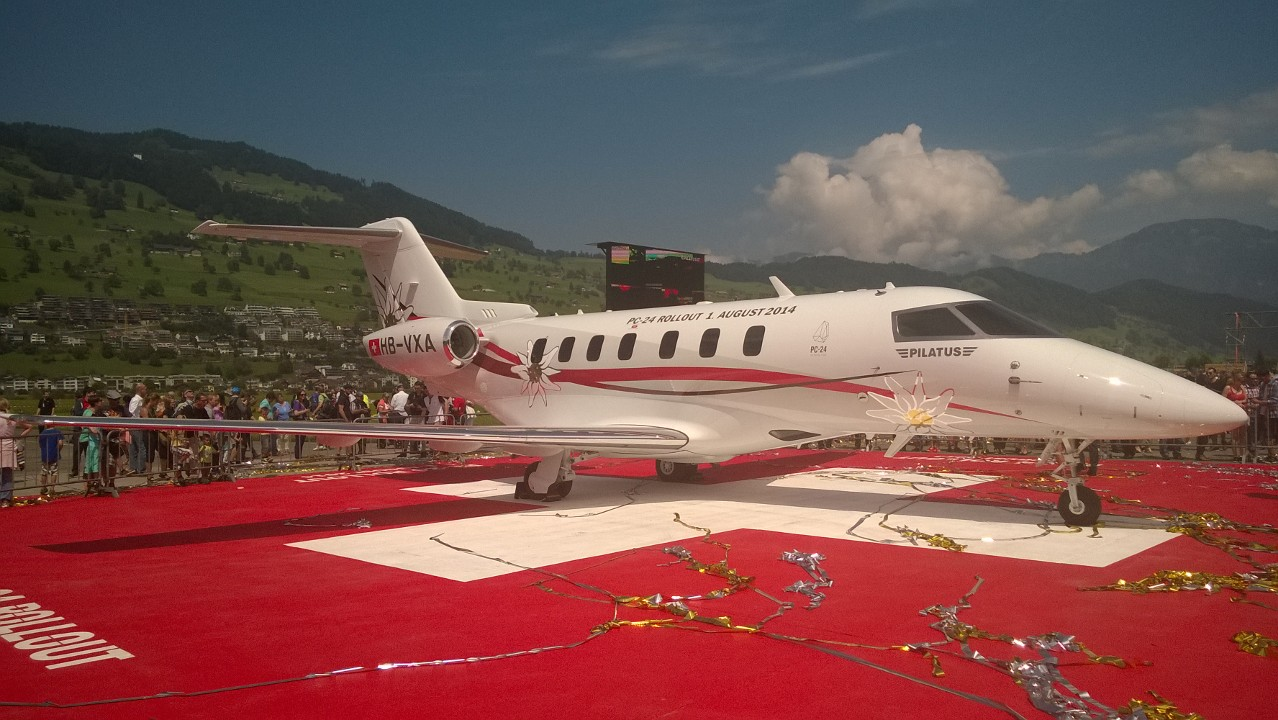
Pilatus PC-24